# Ted McKenna
Pour les articles homonymes, voir McKenna.
Edward « Ted » McKenna (né le 10 mars 1950 à Lennoxtown, dans l'East Dunbartonshire, en Écosse et mort le 19 janvier 2019), est un batteur écossais. Il a joué avec diverses formations, Tears Gas, The Sensational Alex Harvey Band, Rory Gallagher, The Sensational Party Boys, The Michael Schenker Group et Band of Friends. Il a également brièvement tourné avec Ian Gillan dans les années 1990, aux côtés du bassiste Chris Glen, avec qui il avait déjà collaboré au sein du Sensational Alex Harvey Band. Il a enseigné les arts appliqués au North Glasgow College de 1996 à 2011.

## Carrière
McKenna a fait ses études à la St Patrick's High School à Coatbridge. Il y a, entre autres, suivi des cours de contrebasse, de piano et il a suivi un an aux côtés de Lester Penman, vétéran du Big Bang à Glasgow. Il a collaboré avec plusieurs artistes, dont Rory Gallagher de 1978 à 1981. 

### Années 1980
Ted a enregistré avec divers artistes : Greg Lake et Gary Moore dans The Greg Lake Band de 1980 à 1981 ; le Michael Schenker Group de 1981 à 1984 ; Bugatti and Musker en 1982 ; Ian Gillan. Il a aussi joué sur un album solo du chanteur de Nazareth, Dan McCafferty, en 1975.
Ted a également formé son propre groupe, McKenna's Gold, en 1986, après sa collaboration avec le Michael Schenker Group. McKenna's Gold a été actif pendant un peu plus de deux ans et était composé de Charles Bowyer au chant, Julien Hutson-Saxby à la guitare, Alex Melon à la basse et Steve Franklin aux claviers. Julian Hutson-Saxby a, par après, intégré le Sensational Alex Harvey Band après le départ de Zal Cleminson en 2008.

### Années 1990
En 1992, Ted et Zal Cleminson décident de réitérer leur collaboration et forment le groupe The Party Boys, basé sur une idée de Ted alors qu'il travaillait avec Womack Womack en Australie. Le claviériste Ronnie Leahy de Stone The Crows les a rejoints et a invité plusieurs chanteurs de rock à intégrer le groupe, dont Stevie Doherty, Fish et Dan McCafferty. Peu de temps après, le groupe décide de s'associer à Hugh McKenna et de reformer The Sensational Alex Harvey Band. Cette formation comprenait le chanteur Stevie Doherty de Zero, Zero & Peter Goes To Partick vocale fonctions. Le groupe a également sorti l'album Live In Glasgow en 1993. La formation se sépare en 1995, après un dernier concert avec Maggie Bell au The Kings Theatre de Glasgow.

### Années 2000
En 2004, Ted réforme une fois de plus le Sensational Alex Harvey Band avec Zal Cleminson, Hugh McKenna, Chris Glen et le chanteur de The Shamen, Max Maxwell. La tournée, qui était censée être une tournée d'adieu, a eu tellement de succès que le groupe a décidé d'effectuer de nouvelles tournées et de jouer à plusieurs festivals entre 2004 et 2009, dont The Wickerman Festival et le Sweden Rock Festival en 2006. Les diverses tournées portaient les noms suivants : Brick By Brick en 2004, Zalvation en 2005, Dogs of War en 2006 et Hail Vibrania en 2007. 
Durant cette période, ils ont aussi sorti un album live, Zalvation, la première sortie officielle du groupe depuis Rock Drill en 1977 avec Alex. Ils ont également effectué plusieurs tournées à travers le Royaume-Uni, l'Europe et l'Australie, ainsi que deux concerts de Noël complets en 2006 et 2007 à l'ABC de leur ville natale, Glasgow. En 2008, le guitariste Zal Cleminson quitte le groupe. Il est brièvement remplacé par le guitariste Julian Hutson Saxby avant la dissolution du groupe en 2008.
Même s'il est surtout connu en tant que musicien de rock, Ted a également travaillé avec John Etheridge, maître du jazz, Amos Garrett, le guitariste américano-canadien lauréat d'un prix Juno, et Womack & Womack, le duo de soul Américaine. Il a aussi joué avec Paul Rose, Gwyn Ashton, The Rhumboogie Orchestre, Frank O Hagan et Fish. 
Ted fait ensuite partie de Band Of Friends aux côtés de Gerry McAvoy, le bassiste de Rory Gallagher, et Marcel Scherpenzeel, le virtuose de la guitare néerlandais. Le groupe interprète des morceaux de Rory Gallagher et compose ses propres chansons. Le groupe a gagné le prix du « meilleur groupe de blues de l'année 2013 » lors des European Blues Awards, et a récemment sorti un CD/DVD intitulé Too Much Is Not Enough.